# CNaPS Sport
Caisse Nationale de Prévoyance Sociale Sport, kurz CNaPS Sport, ist ein madagassischer Fußballverein aus Miarinarivo. Aktuell (Stand Mai 2024) spielt der Verein in der ersten Liga, der Pro League Madagascar.

## Geschichte
Der Verein wurde 1990 gegründet. Seine erste Meisterschaft gewann der Verein 2010. Bisher gewann der Klub sieben Meistertitel. 2011, 2015 und 2016 wurde man Pokalsieger. Das Spiel um den Supercup gewann man 2010. 2021 fusionierte der Verein mit dem Disciples FC und benannte sich in CS-DFC um. Ein Jahr später benannte man sich in Disciples FC um.

### Namenshistorie
| Jahr | Anmerkung                                                  |
| ---- | ---------------------------------------------------------- |
| 1990 | Gründung als Caisse Nationale de Prévoyance Sociale Sports |
| 2021 | Fusion mit Disciples FC zu CS-DFC                          |
| 2022 | Umbenennung zu Disciples FC                                |

## Erfolge
- Madagassischer Meister: 2010, 2013, 2014, 2015, 2016, 2017, 2018
- Madagassischer Pokalsieger: 2011, 2015, 2016
- Madagassischer Pokalfinalist: 2019, 2021
- Madagassischer Supercup-Sieger: 2010

## Stadion
Der Verein trägt seine Heimspiele im Stade CNaPS Sport aus. Das Stadion hat ein Fassungsvermögen von 15.000 Personen.

## Trainer
| Trainer                 | Nation     | von            | bis           |
| ----------------------- | ---------- | -------------- | ------------- |
| Gonzalo Sánchez Moreno  | Spanien    | 1. Juli 2014   | 30. Juni 2015 |
| Herimanitra Rabeharisoa | Madagaskar | 1. Januar 2015 | 30. Juni 2016 |